# Daniel's Island
Daniel's Island är en ö i Bermuda (Storbritannien).   Den ligger i parishen Sandys, i den västra delen av landet, 9 km väster om huvudstaden Hamilton.